# Licola (Victoria)
Licola ist ein Ort in Victoria, Australien, der an der Licola Road im Shire of Wellington, 254 km östlich von Melbourne liegt. 
Der Ort ist das südliche Tor in die Alpine National Parks. 
Beschäftigung schaffen Tourismus, Forst- und Landwirtschaft. Im Ort befindet sich ein Handelshaus, ein Postoffice und eine Tankstelle und wenige Häuser. Es ist die einzige Ort in Victoria, die keinen Anschluss an elektrische Netz hat. Der Ort wird häufig von Motorradfahrern, Campern und Wanderern aufgesucht.
Der Lions Club ist Eigentümer eines großen Landgebietes bei Licola und betreibt dort ein Jugendcamp, das von landwirtschaftlich bewirtschafteten Land umgeben ist. 
Die erste Poststelle wurde am 14. September 1908 und 1912 in Glenfalloch umbenannt. Wieder eröffnet wurde die Poststelle in den Jahren von 1914–1919, 1920–1923 und 1954–1993.
Im Juli 2007 richteten Wassermassen in und um Licola große Schäden an Straßen, Farmen und im Gebiet der Nationalparks an. Die Hauptstraße nach Heyfield war daraufhin zwei Monate geschlossen und die denkmalgeschützte Cheynes Bridge war zerstört und musste nachgebildet werden.